# ヒリゾ浜
ヒリゾ浜（ヒリゾはま、座標、英: Hirizo Beach もしくは Hirizohama Beach）は、静岡県の伊豆半島最南部にある海岸。賀茂郡南伊豆町の「中木」という集落と石廊崎の中間に位置する海岸で、行政区画上は南伊豆町中木、もしくは同町入間に属する。
伊豆半島最南端の石廊崎から西方約2 kmに位置する。陸路では入ることができず、普段は立入禁止となっているが、夏季には海水浴場として開放され、最寄りの集落である中木の港とヒリゾ浜を結ぶ渡船が運航される。国内屈指のシュノーケリング・ダイビングの好スポットとして知られ、夏季には大変混雑する。
「伊豆最後の秘境」とも呼ばれる。2024年（令和6年）時点では、南伊豆町議会の出版物で「町内一の人気スポット」として紹介されている。

## 名称
かつては「日入り洞浜」、もしくは「日入堂浜」（ひいりどうはま）と呼ばれていたが、それらの名称が転じて「ヒリゾ浜」と呼ばれるようになったとされている。『静岡新聞』によれば旧名の「日入り洞浜」は、アーチ型の岩の中に夕日が沈む光景が見られたことが由来である。古関千恵子によれば、2015年時点で船着き場として用いられている場所の付近にはかつて洞窟があり、「日入り洞」「日入り堂」と呼ばれていたものが「ヒリド浜」となり、最終的に「ヒリゾ浜」という名称が浸透した。
ひりぞ浜、ひりぞ浜海水浴場、ヒリゾ海岸、ヒリド浜との表記も見られる。

## 地理

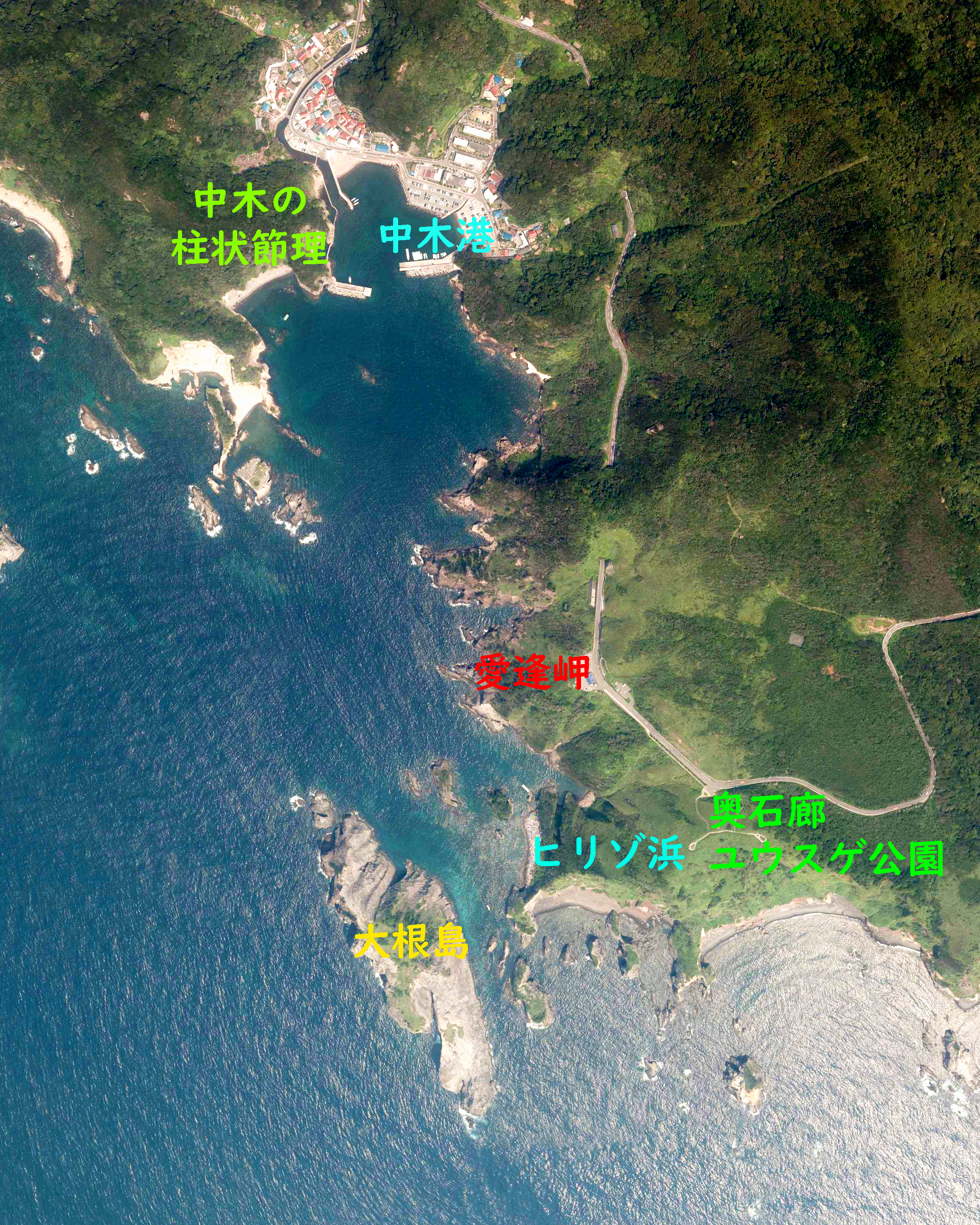
ヒリゾ浜周辺の空中写真。。2013年8月11日撮影。

ヒリゾ浜のある南伊豆町中木地区は、海底火山の活動によって形成された奥石廊エリアに位置する集落である。この集落にある漁港は、第1種漁港である三坂漁港（中木地区）（座標）で、この港は三坂（中木）漁港、中木漁港、中木港、中木海岸とも呼ばれる。なお、ヒリゾ浜を「中木海岸」と呼称する場合もある。この港は湾口に東西から2本の堤防が伸びており、また県道16号方面から流れてくる中木川の河口の東側にも突堤がある。この港は沖磯へ磯釣り客を運ぶ渡船や、ヒリゾ浜への唯一の交通手段である渡船（後述）の発着拠点にもなっている港であり、その青い海と入り組んだ岩礁地帯から成り立つ景観はアドリア海沿岸の城砦都市に似ているとも評される。南伊豆町三坂地区には沿岸部に入間とこの中木の2集落があり、「三坂漁港」と呼ばれる漁港も入間（中木より東方に位置する）と中木の2か所に分かれている。中木は2024年4月時点で64世帯、人口125人の集落で、高齢化率は2013年8月時点で約41%と町内でも高い。また同姓の住民が多いため、1996年時点でどの家も屋号を持っていた。イセエビ漁や潜水漁（漁対象はアワビ・サザエなどの貝類）、スクーバダイビングが盛んな集落であり、1996年時点では80世帯のうち40戸ほどが民宿やエビ網漁などの漁業で生計を立てていた。同集落は1974年（昭和49年）の伊豆半島沖地震で甚大な被害を受けた後、埠頭の前に3階建ての集合住宅が何棟か建てられ、1996年時点では草刈りや海水浴場の清掃などといった共同作業が義務付けられていた。また地震前の中木（仲木とも）の集落は遠浅で小砂利が混じった砂浜に面した集落で、手掘りの小さなトンネルで東西に分かれており、西側の浜は漁船の船着場になっていた一方、東側の浜は海水浴に適していたが、この浜は地震で失われた。地震前の1970年（昭和45年）ごろには、伊豆急行が仲木海岸に面した共有地14万8,500 m2を買収した上で、見晴台から崖下に向けて海中に降下する構造の大規模な海中水族館を建設することを構想していたが、この構想は実現しなかった。
ヒリゾ浜は中木の港から約500 m離れた場所に位置する。切り立った崖に囲まれた小さな浜で、海岸はゴロタ石で覆われている。海岸の全長は約250 mないし約300 mである。
伊豆半島と陸続きではあるが、波の侵食でできた断崖の真下にあり、陸路がないため船でしか行くことができない。周囲は駿河湾および相模灘で、対岸には「大根島」（おおねじま、座標）と呼ばれる無人島がある。またヒリゾ浜と大根島の間には、ヒリゾ浜とほぼ陸続きになっている小島「平五郎岩」（座標）や、「岡葉山」（座標）・「沖葉山」（座標）という2つの小島、またヒリゾ浜より南側の「ヒカゲ」（座標）という島など、様々な島がある。大根島と対岸一帯は、静岡県により「今守りたい大切な自然」の候補地に指定されている。ヒリゾ浜と大根島の間の海峡は、「石廊崎岬めぐり」という遊覧船の航路となっている。この航路は加森観光のグループ会社である伊豆クルーズ（本社：下田市）が石廊崎港から運行している遊覧船の航路の1つで、「奥石廊埼（ヒリゾ海岸）コース」と呼ばれ、石廊崎の南を廻り、大根島の周りを一周して（途中でヒリゾ浜と大根島の間の海峡を経由して）石廊崎港に戻るという航路である。
伊豆にはヒリゾ浜以外にも船で渡る海岸は存在するが、岬の突端に位置しながら浜の正面に島がそびえ、外洋と直接面さないような地形になっている海岸はヒリゾ浜だけだという。遊泳区域はブイで囲われており、その範囲は浅瀬から水深20 m前後の沖合まで含まれている。海底の地形はドロップオフ（断崖）、白い砂地、岩礁など変化に富む。
ヒリゾ浜から約100 m先にある岬の上には「愛逢岬」（「あいあい岬」とも、座標）がある。愛逢岬からはヒリゾ浜を眼下に望むことができるが、岬からヒリゾ浜まで泳いで渡ることは禁止されている。また愛逢岬の近くには「ユウスゲ公園」（座標）があり、こちらからもヒリゾ浜を見渡すことができる。
海水の透明度が非常に高く、水面から水深5 m以上の海底まで明瞭に見渡せる場合がある。その要因として、以下の理由が挙げられている。
- 伊豆半島の最南端に位置し、黒潮の影響を強く受けること[8]
- 富士箱根伊豆国立公園内に位置し、開発が制限されていること[72]
- 人の立ち入り可能な時期・手段・人数が制限されていること[72]
- 周囲に河川がないため、海に土砂が流入しないこと[72]
- 周辺海域に島が点在し、海が狭い水路のようになっていること[72]

## 生態系

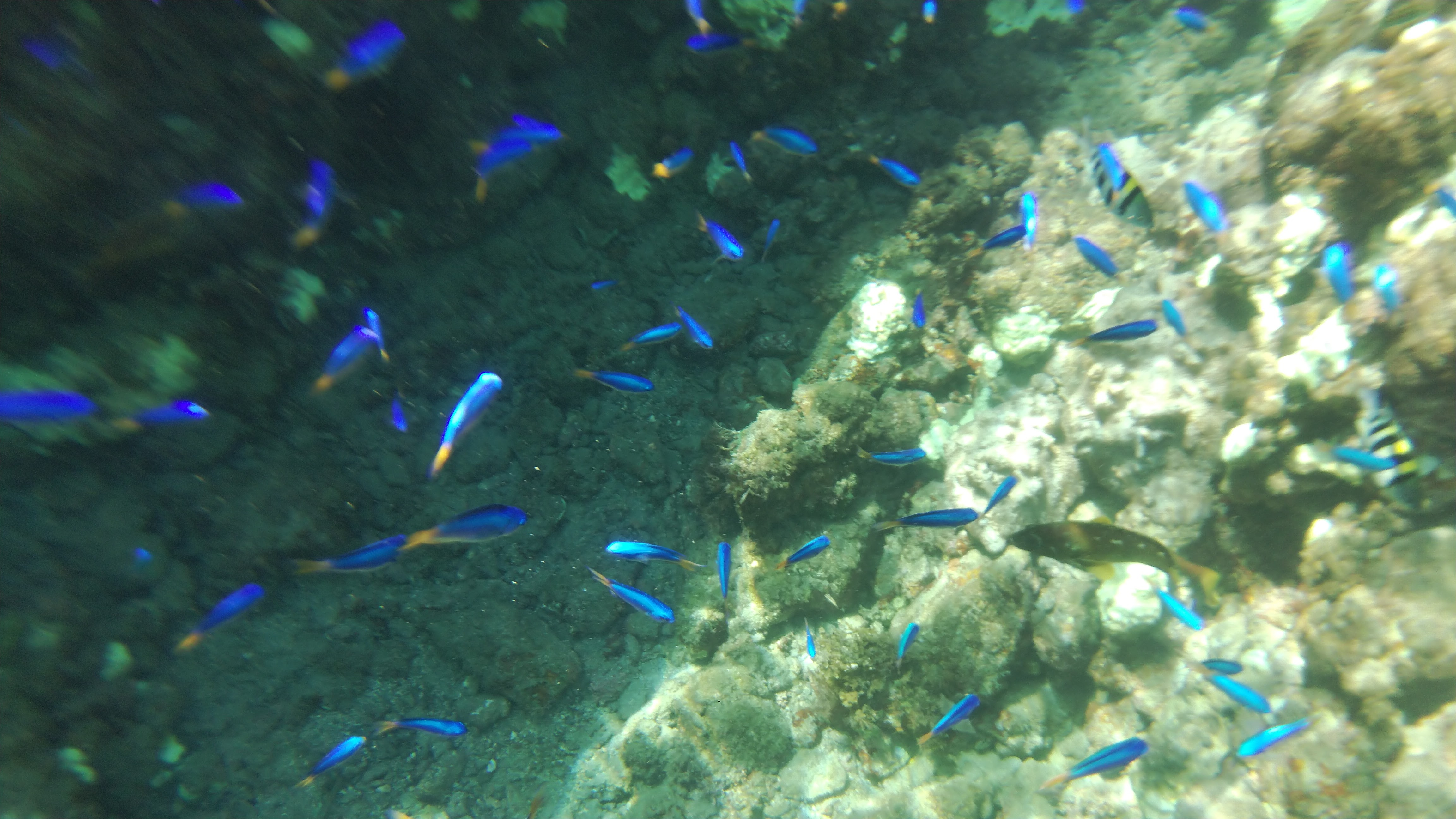
周辺海域ではソラスズメダイなど、様々な魚を観察することができる。

東伊豆（相模灘）と西伊豆（駿河湾）の中間に位置し、双方に生息する生物が見られる。周辺海域は静岡県内でも、サンゴの種の多様性が比較的高いとされ、サンゴ礁も見られる。周辺には希少なエダサンゴも群生している。2001年には環境省が「日本の重要湿地500」の1つとして「伊豆ヒリド、トナイ、中木港付近」を選定し、2016年に公表された「重要湿地」でも「トナイ、中木港付近」が「造礁サンゴ分布の北限に近い」として選定されている。
黒潮の影響を受けるため、熱帯性の季節回遊魚や大型の回遊魚も含め、多様な魚を見ることができる。周辺海域ではソラスズメダイ、イワシ、ボラ、タイ、ウツボ、クマノミ、マンボウ、エイ、フグ、カワハギ、ウミウシなどの生物が観察されており、2020年（令和2年）からはナンヨウハギの生息も確認されている。またウミガメが見られる場合もある。
1967年時点では中木（仲木）の海ではベラ、タカノハダイ、ニザダイ、カワハギ、ハコフグ、イシダイなどを観察することができた。

## 観光地として
2022年（令和4年）の海開きは7月1日で、静岡県の海水浴場としては最も早かった。ただし南伊豆町の条例で指定されている海水浴場は弓ヶ浜海水浴場と子浦海水浴場の2か所のみで、ヒリゾ浜は条例指定の海水浴場ではなく、地元区などが独自に運営している。
夏季（毎年7月 - 9月末ごろ）にかけ、「ヒリゾ浜渡し組合」により、中木の港から渡船（所要時間は約5分）が運航されているが、オフシーズンは立入禁止になっている。渡船は中木地区の遊漁船8隻で、約2 - 5分間隔で港とヒリゾ浜を往復しており、乗客に冒険気分を味わわせるための「演出」として、時速50 km/hの高速で運航している。繁盛期には1日500人の行楽客が訪れ、8隻の渡船が計100往復することもある。透明度の高い海水だけでなく、漁港から船で見渡す景観も人々を惹きつける魅力となっている。
海岸自体に店舗やトイレなどはなく、それらを利用する場合は渡船で港まで戻る必要がある。ブームを機に渡船の発着基地となる港に駐車場やトイレが整備され、シーズン中は水難事故防止のため、浜辺の監視小屋に渡組合員が常駐する。2018年までの10年間で水難事故が5件発生し、3人が死亡していることから、「ヒリゾ浜渡し組合」がライフセーバーの巡回、遊泳可能エリアを示すブイの増設、安全啓発の拡大などといった取り組みを行っている。同組合は2019年（令和元年）以降、水難事故対策を強化するためシーズン中にライフセーバーを常駐させ、監視員の増強、英語による注意喚起なども実施している。同組合代表の高野克宏は安全対策として、渡船の運航期間を（2018年時点で）7月の最初の土曜日から9月末の日曜日までとした上で、水難事故防止のための取り組みとしては期間中に監視船を常駐させる、渡船スタッフに救急救命講習を受講させるなどといった取り組みを行っていると述べている。
また観光客の増加に伴って環境悪化が懸念されたため、伊豆漁業協同組合（伊豆漁協）南伊豆支所青年部はサンゴの生育場所・種類・個体数などを調査したり、観光客にサンゴ保護に関する啓発パンフレットを配布したり、ウェブサイトで生物の採集・バーベキューの禁止、ゴミの持ち帰り喚起などルール・マナーの遵守を啓発したり、毎日最終渡船が出た後に海岸清掃を行ったりなどといった取り組みを行い、環境維持に努めている。場合によっては入場制限が行われる。渡船運行期間中は中木地区の宿泊施設が連日満室になるようになったため、伊豆漁協南伊豆支所青年部は地区外の温泉旅館や休暇村南伊豆（座標）、ゴルフ場などと提携して送迎などのサービスも行っている。

### 歴史
『沼津経済新聞』によれば、ヒリゾ浜の観光地としての起源は、2016年（平成28年）から遡って約40年前に中木地区の民宿経営者らが宿泊者向けに行ったサービスをきっかけに浜を整備したことである。山と溪谷社が発行していた雑誌『ハイカー』1971年2月号では、現在のヒリゾ浜の位置が「ヒリド」、「岡葉山」が「ハヤマ」と呼称されているのが確認できる。
1990年代からは首都圏から1泊2日で行ける「秘境の浜」として人気が高まり、遅くとも1991年（平成3年）ごろにはシュノーケリングスポットとして利用されていた。また『伊豆新聞』によれば、ヒリゾ浜は旅行雑誌による伊豆の秘境紹介によってブームが浸透した。『南伊豆町誌』 (1995) によれば、「ダイバーは漁業資源を荒らす」という警戒感から漁業者の警戒が強かったスキューバダイビングと異なり、シュノーケリングは酸素ボンベを背負って潜水するわけではないため漁業者の抵抗が少なく、中木地区では平成初頭からシュノーケリング客の受け入れを開始しており、50人程度の特定グループが年2回程度訪れ、中木の宿泊施設と案内船を利用していたという。
伊豆漁協南伊豆支所青年部の高野克宏は2018年、全国にヒリゾ浜の名が知られるようになったきっかけについて、同年から遡って20年以上前にテレビで「伊豆の秘境、プライベートビーチ」として紹介されたことであると述べている。南伊豆町議会議員の加畑毅は、自身の同級生である高野がインターネット掲示板で宣伝したことがきっかけで徐々に全国的に知られるようになっていったと答弁している。加畑によれば、2022年から遡って27、8年前に自身の友人が海中散歩をメジャーにしたいと考えて趣味の範囲で整備し、自由に書き込みや写真の貼り付けができる掲示板を設置してPRした結果、多くの観光客が集まるようになったという。
1996年3月には、南伊豆で漁業・遊漁船業・ダイビング案内業などを営む若者が中心となって伊豆漁協南伊豆支所青年部を結成し、同年には地元の漁師がシーズン中の観光客輸送を手掛ける「ヒリゾ浜渡組合」を設立した。高野はまだインターネットの普及率が低かった1997年（平成9年）にヒリゾ浜を紹介するウェブサイトを開設し、後にインターネットの普及に合わせて画像紹介を増やすなどしてPRに努めた結果、首都圏からシュノーケリングを目的とする観光客が多く集まるようになった。
高野がヒリゾ浜をPRし始めた当初は、観光客が事前に渡船を予約して浜に渡っていたが、観光客の増加に伴い、どの客をどの渡船が対応するのかわからずに混乱が生じるようになったため、渡船を行う漁船8隻が共同して組織的に対応できるよう、予約の受付を統合した。また観光客の安全対策や環境悪化への懸念といった課題も浮上したため、前述の安全対策や環境保護対策にも取り組むようになった。2002年（平成14年）ごろまでには伊豆一の海水透明度を誇る海岸、および磯遊びやシュノーケリングの穴場として人気を集めていた。2000年（平成12年）から少なくとも2004年（平成16年）までは、「中木マリンセンター」が南伊豆町観光協会の委託を受け、ヒリゾ浜で海中散歩体験を実施していた。
2008年（平成20年）夏までには「秘境の海岸」として、インターネットや情報誌などで取り上げられるようになっていた。当時南伊豆町長を務めていた鈴木史鶴哉は、中木海岸（ヒリゾ浜）は同年から人気スポットとなったと述べており、2012年（平成24年）には新しい観光スポットとして定着していると述べていた。また下田市議会議員の岸山久志は、ヒリゾ浜は2007年（平成19年）から人気になっていたと述べている。
2013年（平成25年）7月時点では「下田周辺で最も元気な観光地の一つ」として、2017年（平成29年）時点では「谷川浜」（南伊豆町妻良、座標）と並ぶ町内の「2大秘境」としてそれぞれ紹介されており、伊豆を代表する海水浴場である弓ヶ浜とともに、南伊豆町の主要な観光地となっている。

### 観光客数
高野がヒリゾ浜を紹介するウェブサイトを開設した1997年当時、観光客数は年間3,000 - 4,000人程度だった。エド山口は1998年（平成10年）、ヒリゾ浜は近くの「大根島」も含めて主に釣り人が訪れる場所であるが、渡船に乗船できる人数が限られていることから人が少なく、仲間同士でバーベキューをするのに向いている「穴場中の穴場」であると述べていた。
2009年（平成21年）時点で周辺を含む一帯には年間約25,000人が訪れ、2013年（平成25年）シーズンには3万人以上の観光客が、2018年（平成30年）は夏の2か月間で約3万人が、それぞれヒリゾ浜を来訪した。2014年（平成26年）夏時点では、明け方から駐車場が関東ナンバーの車で満車になる光景が見られた。南伊豆町議会議員の谷正によれば、新型コロナウイルスの世界的大流行により行動制限がなされていた2020年（令和2年）夏でも、午前中に駐車場が満車になるようなことがあった。
2022年夏には、関東地方を中心に静岡県外から多数の観光客がヒリゾ浜を来訪していることが報じられている。海岸および駐車場のキャパシティの少なさから、訪問客数は南伊豆町に隣接する下田市の海水浴場（田牛海水浴場・外浦海水浴場など）を下回ってはいるが、下田市議会でもヒリゾ浜の成功例に倣って市内の海水浴場の集客策を練るべきではないかという声が出ている。

## アクセス
2012年時点で伊東からの所要時間は車や公共交通機関で約2時間と、アクセスは良くない。しかし東京からの車での所要時間は約4時間（2020年時点）で、日帰りも可能である。
中木港までの所要時間は、沼津IC（東名高速道路）から自動車で国道414号を経由して約2時間30分。東海バスの「下田駅」バス停（伊豆急下田駅に隣接）からヒリゾ浜の最寄りバス停である「中木」（座標）までの所要時間は約1時間で、夏季には伊豆急下田駅発「石廊崎オーシャンパーク」（座標）行きのバスに接続する形で「中木」行きの臨時便が運行される。

## メディアでの紹介
2015年（平成27年）には、Yahoo! JAPANの「ビーチランキングTOP300」で1位を獲得した。
2017年時点ではGoogleのコマーシャルで取り上げられている。2018年に放送された『さまぁ～ずの神ギ問』（フジテレビ系列）では、日本各地の海を透明度を基準にランキング付けしているが、ヒリゾ浜は同番組で全国第6位（本州では最高位）に選出されている。2019年に発売されたあいみょんの新曲「ハルノヒ」のミュージック・ビデオには、東伊豆町の町営風力発電所、伊東市の美術館とともにヒリゾ浜が映っている。
その雰囲気はタイ南部のリゾート地であるピピ諸島に似ているとも評され、2020年（令和2年）には『じゃらん』がまとめた「「まるで海外」絶景ランキング」で第4位に選出されている。同年にはヒリゾ浜の空撮写真が、南伊豆町と同町観光協会の発行する観光パンフレット「ぬくといら」の表紙に用いられている。2022年に南伊豆町観光協会が夏の誘客に向けて制作したポスターでは、弓ヶ浜海岸の航空写真とヒリゾ浜の海中写真が配されている。
『静岡新聞』では「伊豆のセブ島」とも称されていることが報じられている。

## その他

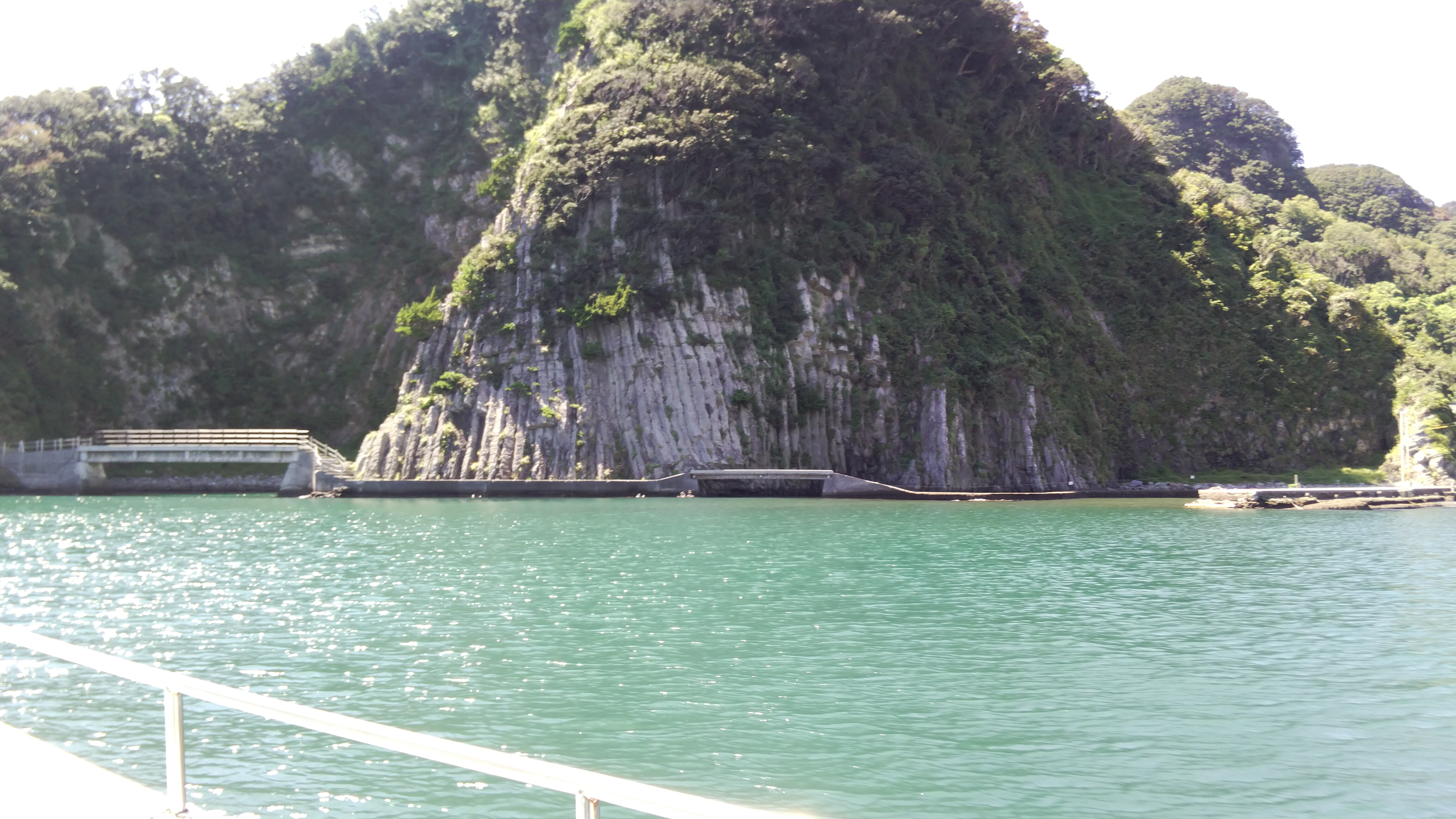
伊豆半島ジオパークにおけるジオサイトの1つ「中木の柱状節理」。手前に見える通路は「トガイ浜」へ通じる遊歩道。ヒリゾ浜行きの渡船から撮影。

2013年（平成25年）3月時点の想定では、南海トラフ巨大地震（東海地震）発生時には中木地区に最短8分で津波が到達し、同地区は最大18 m浸水することが想定されているが、ヒリゾ浜は三方を断崖に囲まれていて道路がないため、脱出方法が町の重要課題になっている。また、付近は携帯電話が繋がりにくい。
渡船の発着拠点となっている中木の湾西側には戸外浜（「トガイ浜」とも）と呼ばれる海岸（座標）があり、港とトガイ浜とを結ぶ約300 mの遊歩道では、ジオサイトである「中木の柱状節理」を間近に見ることができた。トガイ浜はかつて、ヒリゾ浜が満員の時などに多くの観光客が訪れていたが、落石の危険性が排除できないことから、2022年6月1日以降は港とトガイ浜を結ぶ通路が通行止めになっている。
石廊崎ジャングルパーク跡地（一部は再整備され、2019年に「石廊崎オーシャンパーク」として開業）周辺の利用にあたっては、「第2のヒリゾ浜」を目指し、石廊崎漁港南東側の海岸の一部をプライベートビーチとして整備してはどうかという提言がなされている。